# Semiothisa proximaria
Semiothisa proximaria là một loài bướm đêm trong họ Geometridae.